# Law Bik Chi

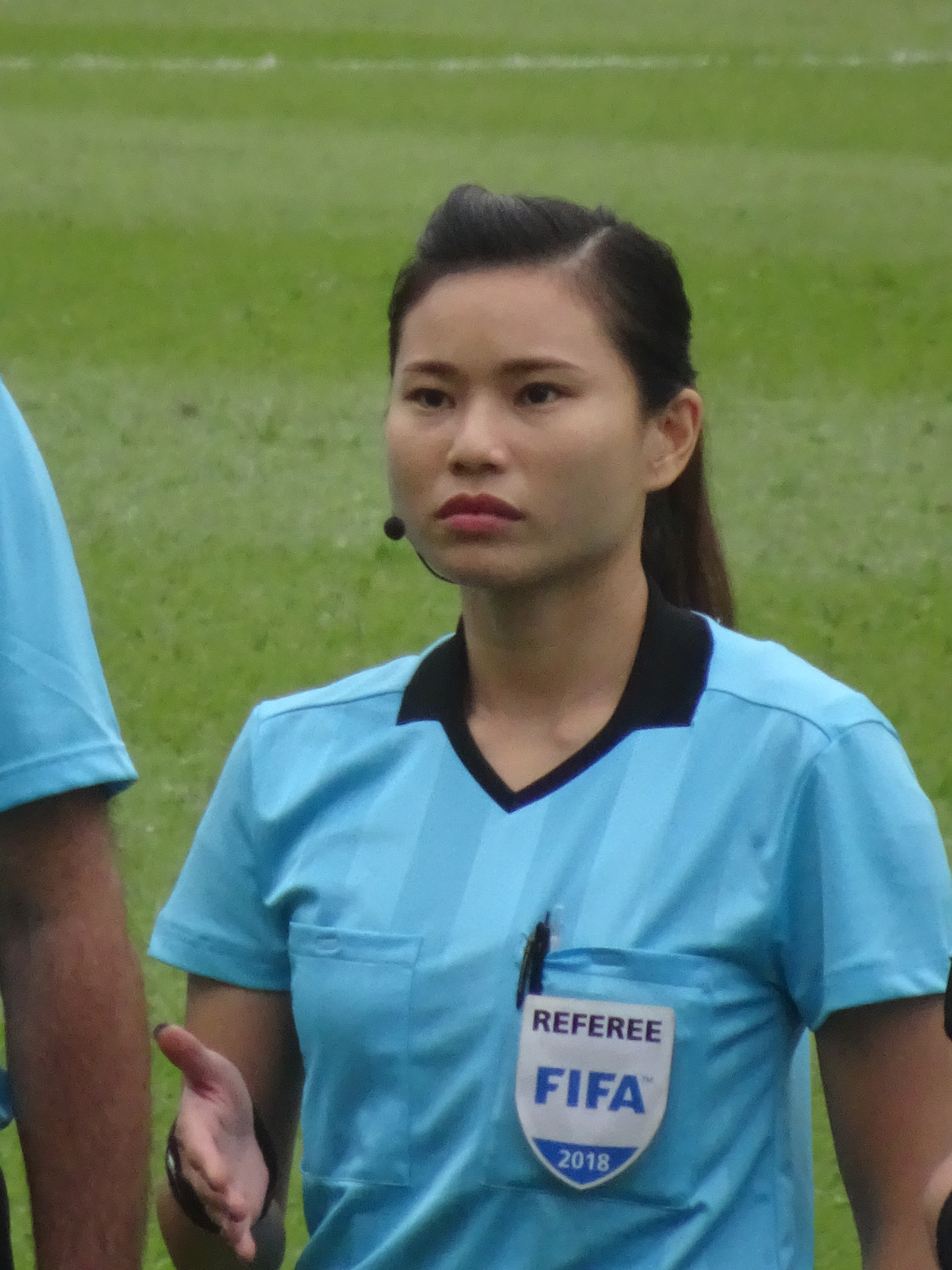
Law Bik Chi (2018)

Law Bik Chi (chinesisch 羅碧芝; * 1984) ist eine Fußballschiedsrichterin aus Hongkong.
Law Bik Chi begann 2006 als Schiedsrichterin.
Seit 2013 steht Law Bik Chi auf der Liste der FIFA-Schiedsrichter und leitet internationale Fußballspiele.
Law Bik Chi war als Schiedsrichterin bislang unter anderem bei den Asienspielen 2018 in Indonesien, beim Vier-Nationen-Turnier 2019 in China, bei der Ostasienmeisterschaft 2019 in Südkorea, bei den Asienspielen 2022 in China sowie bei diversen Qualifikations- und Freundschaftsspielen im Einsatz.